# Drôles de confidences
 (mai 2024).
Pour plus de détails, voir Fiche technique et Distribution.
Drôles de confidences (Memories of Me) est un film américain réalisé par Henry Winkler, sorti en 1988.

## Fiche technique
- Titre original : Memories of Me
- Titre français : Drôles de confidences
- Réalisation : Henry Winkler
- Scénario : Billy Crystal et Eric Roth
- Photographie : Andrew Dintenfass
- Montage : Peter E. Berger (en)
- Musique : Georges Delerue
- Production : Alan King, Billy Crystal et Michael Hertzberg
- Pays d'origine : États-Unis
- Format : Couleurs - 1,85:1 - Mono
- Genre : Comédie dramatique
- Durée : 105 minutes
- Date de sortie : 1988

## Distribution
- Billy Crystal (VF : Hervé Jolly) : Abbie Polin
- Alan King (VF : Georges Atlas) : Abe Polin
- JoBeth Williams (VF : Sylvie Moreau) : Lisa
- David Ackroyd (VF : Michel Vigné) : le 1er réalisateur adjoint
- Chris Aable : lui-même (en tant qu'animateur de "Hollywood Today")
- Phil Fondacaro (VF : Michel Muller) : Horace Bosco
- Robert Pastorelli (VF : Alain Flick) : Al Broccoli
- Mark L. Taylor (VF : Maurice Decoster) : le 2e réalisateur adjoint
- Larry Cedar : le 1er réalisateur adjoint (Soap)
- Janet Carroll (VF : Jocelyne Darche) : Dorothy Davis
- Sean Connery (VF : Jean-Claude Donda) : lui-même (non crédité)